# Suore oblate di San Francesco Saverio
Le suore oblate di San Francesco Saverio sono un istituto religioso femminile di diritto diocesano.

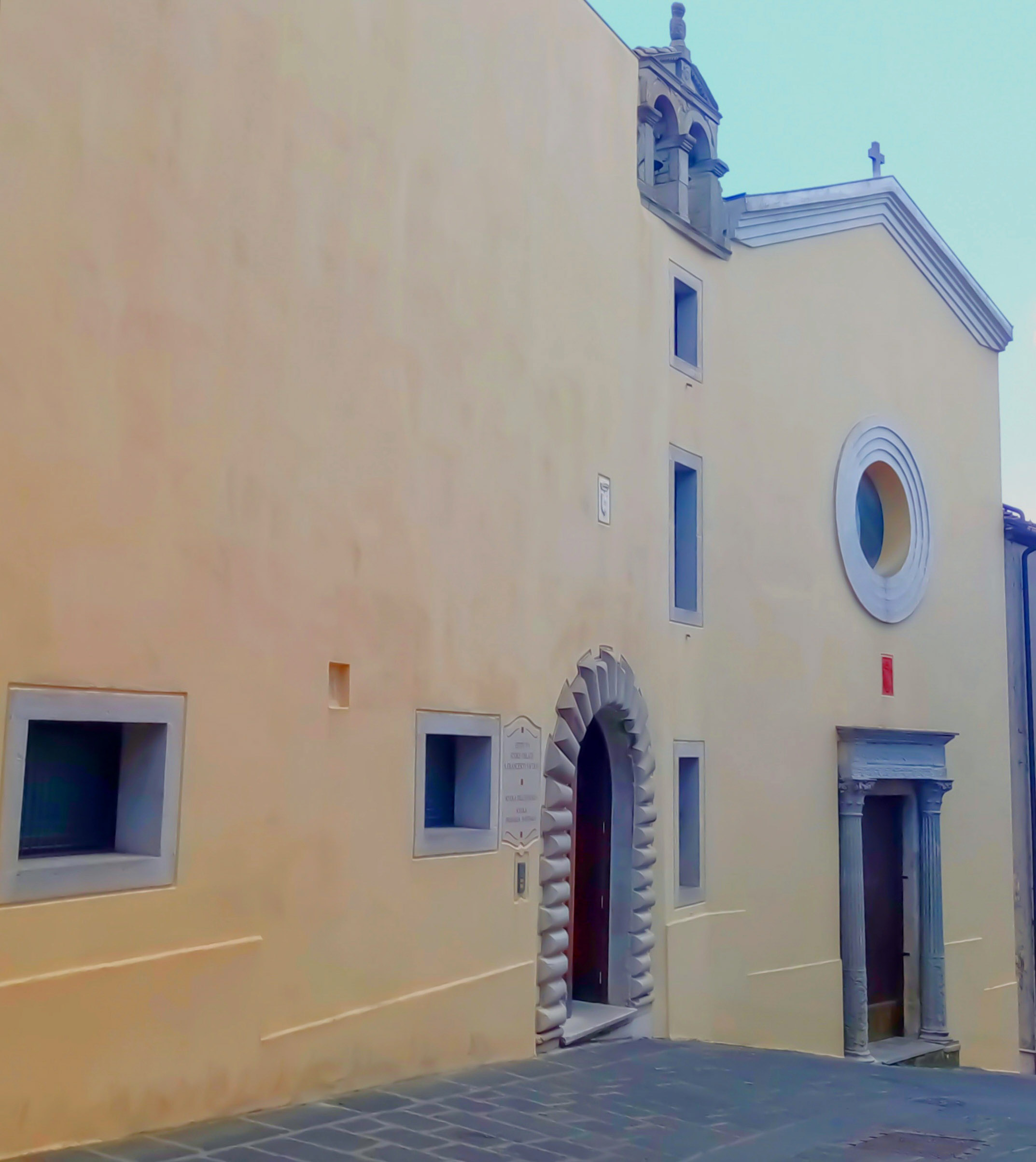
La casa madre nel centro storico di Ariano Irpino

## Storia
La congregazione fu fondata nella città di Ariano nel 1732 per volontà di Filippo Tipaldi, a quel tempo vescovo della diocesi di Ariano. Egli infatti fin dal 23 dicembre 1731 aveva fatto sgombrare gli spaziosi locali dell'ospedale per i pellegrini e gli infermi (le cui attività furono trasferite in un edificio attiguo) per insediarvi un "rifugio" o "conservatorio" orientato alla rieducazione delle donne convertite. Alla realizzazione di tale opera pia parteciparono con lauti sussidi la regina Maria Amalia, consorte del re di Napoli Carlo III, e lo stesso papa Clemente XII; quest'ultimo fece inviare un contributo di duecento ducati. Al fine di agevolare la crescita culturale delle educande fu inoltre organizzata una raccolta libraria, mentre le regole e costituzioni del novello ordine monastico, intitolato a san Francesco Saverio, furono fatte stampare a Napoli nel 1746. Nel 1771 la congregazione fu però soppressa per regio decreto, ma nel 1816 fu ricostituita e riconosciuta ente morale; progressivamente si riuscì anche a reintegrare almeno in parte la raccolta libraria, ribattezzata biblioteca generalizia Filippo Tipaldi in onore del fondatore dell'ordine. Nel 2014 la congregazione delle suore oblate di San Francesco Saverio ha infine incorporato le suore oblate sacramentine dell'Immacolata Concezione (istituto fondato in Avellino nel 1654).

## Attività e diffusione
Le suore oblate di San Francesco Saverio ebbero fin dalle origini finalità educative o rieducative, specialmente nei confronti dei bambini e delle donne appartenenti alle classi sociali più disagiate; tuttavia nei primi tempi la congregazione era tenuta alla clausura a scopo contemplativo, regola abbandonata nel 1923. L'espansione del campo di azione fu progressivo: dapprima l'apertura di una casa d'accoglienza a Roma (nel 1989), poi una temporanea esperienza in Messico, infine l'insediamento in Estremo Oriente, a partire dalle Filippine (dal 1996) e successivamente anche in Indonesia.